# Liste der Monuments historiques in Arbecey
Die Liste der Monuments historiques in Arbecey führt die Monuments historiques in der französischen Gemeinde Arbecey auf.

## Liste der Objekte
| Bezeichnung            | Beschreibung | Standort                                    | Kennzeichnung | Schutzstatus | Datum | Bild |
| ---------------------- | --- | ------------------------------------------- | ------------- | ------------ | ----- | ---- |
| Hauptaltar             | Altartisch und Tabernakel; Holz, farbig gefasst und vergoldet, 1864, Entwurf Jean-Baptiste Martin                                              | in der Kirche Nativité-de-Notre-Dame (Lage) | PM70001921    | Classé       | 1993  |      |
| Josefsaltar            | linker Seitenaltar; Altartisch, Retabel und Gemälde; Holz, farbig gefasst und vergoldet, Ölfarbe auf Leinwand, spätes 18. und 19. Jahrhundert  | in der Kirche Nativité-de-Notre-Dame (Lage) | PM70001922    | Inscrit      | 1993  |      |
| Maria-Immaculata-Altar | rechter Seitenaltar; Altartisch, Retabel und Gemälde; Holz, farbig gefasst und vergoldet, Ölfarbe auf Leinwand, spätes 17. und 19. Jahrhundert | in der Kirche Nativité-de-Notre-Dame (Lage) | PM70001923    | Inscrit      | 1993  |      |
| Taufaltar              | Retabel und Gemälde; Holz, farbig gefasst, Ölfarbe auf Leinwand, 18. Jahrhundert                                                               | in der Kirche Nativité-de-Notre-Dame (Lage) | PM70001924    | Inscrit      | 1993  |      |